# Per Axel Rydberg
Per Axel Rydberg (6 de julio de 1860 - 25 de julio de 1931) fue un botánico sueco-estadounidense.
Nace en Odh, Västergötland, Suecia, y migra a Estados Unidos a los 22 años, en 1882. Obtiene su BS y su máster en la Universidad de Nebraska y su PhD en la Universidad de Columbia.
Fue principalmente un botánico práctico de campo, y taxónomo; un prolífico investigador, publicador, describiendo alrededor de 1700 especies durante su carrera. Se especializó en la flora de las Grandes Llanuras y de las Montañas Rocosas.
Desde 1899, Rydberg formó parte del equipo del Jardín Botánico de Nueva York, y luego fue el primer curador de su herbario.

## Algunas obras
- 1895: Flora Of The Sand Hills Of Nebraska
- 1897: A Report Upon the Grasses and Forage Plants of the Rocky Mountain Region con C.L. Shear
- 1898: A Monograph of the North American Potentilleae
- 1900: Catalogue of the Flora of Montana and the Yellowstone National Park
- 1906: Flora of Colorado
- 1917: Flora of the Rocky Mountains and Adjacent Plains
- 1918: Monograph on Rosa
- 1923: Flora of the Black Hills of South Dakota
- 1923: Memories from the Department of Botany of Columbia University
- 1932: Flora of the Prairies and Plains of Central North America con M.A. Howe

- La abreviatura «Rydb.» se emplea para indicar a Per Axel Rydberg como autoridad en la descripción y clasificación científica de los vegetales.[1]